# دانیله جووردانو
دانیله جووردانو (انگلیسی: Daniele Giordano؛ زادهٔ ۴ مارس ۱۹۹۱) بازیکن فوتبال اهل ایتالیا است.
از باشگاه‌هایی که در آن بازی کرده‌است می‌توان به باشگاه فوتبال لچه، باشگاه فوتبال پروجا، و باشگاه فوتبال سلتیک اشاره کرد.
وی همچنین در تیم ملی فوتبال زیر ۱۶ سال ایتالیا بازی کرده‌است.